# Żeglarstwo na Letnich Igrzyskach Olimpijskich 1980
Zawody zostały przeprowadzone w Tallinnie między 21 lipca a 29 lipca 1980 w sześciu konkurencjach z czego pięć zostało rozegranych w formule open, a jedna (klasa 470) tylko wśród mężczyzn. Wystartowało 156 zawodników (155 mężczyzn oraz 1 kobieta) z 23 krajów. Reprezentanci większości krajów zachodnich występowali pod flagą olimpijską.

## Finn
| Złoto                     | Punktacja | Srebro                       | Punktacja | Brąz                    | Punktacja |
| Finlandia · Esko Rechardt | 36,7      | Austria · Wolfgang Mayrhofer | 46,7      | ZSRR · Andriej Bałaszow | 47,4      |

## Klasa Star
| Złoto                                         | Punktacja | Srebro                                   | Punktacja | Brąz                                    | Punktacja |
| ZSRR · Aleksandrs Muzičenko · Wałentyn Mankin | 24,7      | Austria · Hubert Raudaschl · Karl Ferstl | 31,7      | Włochy · Alfio Peraboni · Giorgio Gorla | 36,1      |

## Klasa Soling
| Złoto                                                                | Punktacja | Srebro                                                        | Punktacja | Brąz                                                                | Punktacja |
| Dania · Erik Hansen · Poul Richard Høj Jensen · Valdemar Bandolowski | 23,0      | ZSRR · Aleksander Budnikow · Borys Budnikow · Nikołaj Polakow | 30,4      | Grecja · Tasos Bunduris · Anastasios Gawrilis · Aristidis Rapanakis | 31,1      |

## Klasa Tornado
| Złoto                                                | Punktacja | Srebro                                    | Punktacja | Brąz                                         | Punktacja |
| Brazylia · Alexander Welter · Lars Sigurd Bjorkstrom | 21,4      | Dania · Per Kjærgaard Nielsen · Peter Due | 30,4      | Szwecja · Göran Marström · Jörgen Ragnarsson | 33,7      |

## Klasa Latający Holender
| Złoto                                         | Punktacja | Srebro                                     | Punktacja | Brąz                                 | Punktacja |
| Hiszpania · Alejandro Abascal · Miguel Noguer | 19,0      | Irlandia · David Wilkins · Jamie Wilkinson | 30,0      | Węgry · Szabolcs Detre · Zsolt Detre | 45,7      |

## Klasa 470
| Złoto                                     | Punktacja | Srebro                                | Punktacja | Brąz                                        | Punktacja |
| Brazylia · Eduardo Penido · Marcos Soares | 36,4      | NRD · Egbert Swensson · Jörn Borowski | 38,7      | Finlandia · Georg Tallberg · Jouko Lindgren | 39,7      |

## Kraje uczestniczące
W zawodach wzięło udział 156 zawodników z 23 krajów:
| - Austria (5) - Brazylia (12) - Bułgaria (5) - Cypr (5) - Czechosłowacja (3) - Dania (10) - Finlandia (7) - Grecja (4) - Gwatemala (1) - Hiszpania (7) | - Holandia (6) - Irlandia (2) - Jugosławia () - Kuba (3) - NRD (13) - Polska (12) - Rumunia (5) - Szwecja (10) - Węgry (7) - Szwajcaria (9) | - Włochy (6) - Zimbabwe (3) - ZSRR |

## Klasyfikacja medalowa
| Lp. | Państwo   |   |   |   | Razem |
| --- | --------- | - | - | - | ----- |
| 1.  | Brazylia  | 2 | 0 | 0 | 2     |
| 2.  | ZSRR      | 1 | 1 | 1 | 3     |
| 3.  | Dania     | 1 | 1 | 0 | 2     |
| 4.  | Finlandia | 1 | 0 | 1 | 2     |
| 5.  | Hiszpania | 1 | 0 | 0 | 1     |
| 6.  | Austria   | 0 | 2 | 0 | 2     |
| 7.  | Irlandia  | 0 | 1 | 0 | 1     |
| 7.  | NRD       | 0 | 1 | 0 | 1     |
| 9.  | Grecja    | 0 | 0 | 1 | 1     |
| 9.  | Węgry     | 0 | 0 | 1 | 1     |
| 9.  | Włochy    | 0 | 0 | 1 | 1     |
| 9.  | Szwecja   | 0 | 0 | 1 | 1     |